# Aegiphila bogotensis
El tabaquillo o blanquillo (Aegiphila bogotensis) es una especie de árbol de la familia Lamiaceae, nativo de los Andes, que se encuentra en Colombia, Ecuador y Venezuela, entre los 2100 y 3500 m de altitud.

## Descripción
Alcanza entre 15 y 20 m de altura. El tronco presenta corteza agrietada y llega hasta 30 o 40 cm diámetro. Las hojas son opuestas, decusadas y tienen pelos ferruginosos en el envés. Inflorescencias en cimas corimbosas. Flores actinomorfas de color claro, cáliz campanulado o turbinado, corola blancuzca a crema, con 4 a 5 pétalos. Fruto de color amarillo al madurar, de 2 cm de diámetro, sostenido por una copa formada por el cáliz; con una sola semilla.

## Hábitat
Se encuentra en microclimas húmedos de alta montaña, en el bosque de niebla, bosques secundarios y bordes de bosque. Es un árbol pionero que se adapta en pendientes de más de 50% y en bosques degradados.